# AEG C.V
L'AEG C.V est un prototype d'avion de reconnaissance biplan issu d'un AEG C.IV remotorisé avec un moteur Mercedes D.IIIa de 220 ch. Les essais révèlent des performances décevantes et le développement est abandonné.